# Презир
Презир или ијек. пријезир је социјални осећај који неко доживљава према другој особи, односно крајње омаловажавање које се осећа или показује. Презир је емоција међуљудског одбацивања, посебно чланова скупова којима не припадамо, најчешће на темељу предрасуде.
Исход презира налази се у вредносном саставу одређене културе, породице или појединаца и не би био могућ без вредносних стандарда. Савремена друштва јесу хетерогена и састоје се од разних група са супротстављеним вредносним системима. Презир је једно од основних средстава социјализације, јер у себи садржи претњу да ће појединац који не усвоји минимум вредности који припадају жељеној групи бити одбачен, искључен или неће бити ни примљен у ту групу.
Презир је увек усмерен према некој особи или групи људи, а никада према предметима или животињама. Онај који презире ставља себе својим презиром на културно исправну страну вредности на темељу које презире. 
Иако је презир увек усмерен на биће друге особе, он може бити усмерен само на неке елементе другога бића (на његове карактерне особине), али и на целокупно биће, тада је реч о потпуном презиру.
Безразложни презир појављује се када је нека особа презрена без обзира на своја дела или недела, јер онај или они који га презиру верују да је та особа безвредна због својег порекла, расе, пола или других особина.